# Kristianstads DFF
Kristianstads DFF ist ein schwedischer Fußballverein aus Kristianstad. Der 1998 gegründete Klub entstand aus einer Fusion der Frauenfußballabteilungen von Kristianstads FF und Wä IF.

## Geschichte
Die Frauenfußballmannschaft des WÄ IF stieg vor der Spielzeit 1990 erstmals in die Damallsvenskan auf. Dort spielte sie hauptsächlich im hinteren Bereich der Tabelle, ehe sie 1994 absteigen musste. 1998 gelang die Rückkehr in die Erstklassigkeit und ein Jahr später schloss sich die Mannschaft mit der unterklassig antretenden Frauenfußballmannschaft des Kristianstads FF zusammen.
Die neu formierte Mannschaft, die unter dem Namen Kristianstad/Wä DFF antrat, spielte gegen den Abstieg in die Zweitklassigkeit. Dieser musste am Ende der Spielzeit 2001 hingenommen werden, nach einigen vorderen Platzierungen in der Division 1 Södra gelang dem mittlerweile in Kristianstads DFF umbenannten Verein 2007 als Staffelsieger die abermalige Rückkehr in die Damallsvenskan. Dort gelang in der Spielzeit 2008 als Tabellenneunter der Klassenerhalt. In der folgenden Spielzeit machte der Klub international Schlagzeilen, als sich die Mannschaft aufgrund einer finanziellen Notlage des Klubs teilweise unbekleidet abbilden ließ. Im Oktober 2012 machte man erneut internationale Schlagzeilen, als man sich abermals aufgrund finanzieller Engpässe auf eine solche Werbeaktion einließ. So drehte der damalige Trainer Mikael Forsberg ein Virales Video als Hommage an die US-Serie Baywatch – Die Rettungsschwimmer von Malibu, um Fans für den Frauenfußball zu gewinnen.